# Miguel Condé
Miguel Condé (* 1939 in Pittsburgh) ist ein US-amerikanisch-spanischer figurativer Maler und Graveur mexikanischer Herkunft.

## Leben und Werk
Miguel Condé wurde 1939 als Sohn eines mexikanischen Vaters und einer amerikanischen Mutter geboren und wuchs bis 1948 in Mexiko und den USA auf. 1960 heiratete er, aus der Ehe gingen zwei Kinder hervor. Seit 1969 lebt Condé in Barcelona und seit 1992 in Madrid.
Als Maler ist Condé Autodidakt. Bei Stephen Rogers Peck in New York beschäftigte sich Condé mit Anatomie. Er vertiefte seine Kenntnisse der Gravurtechniken im Atelier 17 von Hayter in der Rue Daguerre, Paris.

## Ausstellungen (Auswahl)
- 1984 Retrospektive Miguel Condé: Pinturas, Gouaches, Dibujos Museo de Bellas Artes de Bilbao, Bilbao
- 1977 documenta 6, Kassel

## Sammlungen
Werke von Miguel Condé befinden sich in den folgenden Sammlungen: Museum of Modern Art in New York, Cleveland Museum of Art, Ohio, Blanton Museum of Art in Austin, University of Essex Collection of Latin American Art, Museo Reina Sofía in Madrid, Albertina in Wien und Bibliothèque nationale de France Paris.

## Auszeichnungen
- 1991 Mitglied der Société des peintres-graveurs français
- 1989 Erster Preis I/89 Euroamericana del Grabado, Centro Internacional de la Estampa Contemporánea Betanzos
- 1981 Erster Preis der Landesbank, Stuttgart
- 1974 Guggenheim-Stipendium